# Keewatin, Unorganized
Keewatin, Unorganized en français : « Keewatin non organisé » est une division territoriale établie par Statistique Canada située dans la région de Kivalliq dans le territoire canadien du Nunavut.

## Établissements pris en compte
Les établissements pris en compte sont :
- Ennadai (en)
- Fullerton (en)
- Maguse River (en)
- Padlei (en)
- Tavani
- Wager Bay (en)